# Kandyosilis coomani
Kandyosilis coomani is een keversoort uit de familie soldaatjes (Cantharidae). De wetenschappelijke naam van de soort werd in 1935 gepubliceerd door Maurice Pic.